# Cameroun aux Jeux olympiques d'été de 2024
Le Cameroun participe aux Jeux olympiques de 2024 à Paris. Il s'agit de sa 16e participation à des Jeux olympiques d'été.
La judokate Richelle Anita Soppi Mbella et l'athlète Emmanuel Eseme sont nommés porte-drapeaux de la délégation camerounaise,.

## Nombre d’athlètes qualifiés par sport
Voici la liste des qualifiés et sélectionnés camerounais par sport (remplaçants compris) :
| Sport           | Hommes | Femmes | Total |
| --------------- | ------ | ------ | ----- |
| Athlétisme      | 1      | 1      | 2     |
| Judo            | 0      | 1      | 1     |
| Natation        | 1      | 1      | 2     |
| Tennis de table | 0      | 1      | 1     |
| Total           | 2      | 4      | 6     |

## Résultats

### Athlétisme
| Athlètes       | Épreuve             | Premier tour (ou tour préliminaire) | Premier tour (ou tour préliminaire) | Repêchage (ou premier tour) | Repêchage (ou premier tour) | Demi-finales | Demi-finales | Finale   | Finale   |
| Athlètes       | Épreuve             | Temps                               | Rang                                | Temps                       | Rang                        | Temps        | Rang         | Temps    | Rang     |
| -------------- | ------------------- | ----------------------------------- | ----------------------------------- | --------------------------- | --------------------------- | ------------ | ------------ | -------- | -------- |
| Emmanuel Eseme | 100 m masculin      | Dispensé                            | Dispensé                            | 9 s 98 (SB)                 | 4e                          | 10 s 00      | 13e          | Éliminé  | Éliminé  |
| Linda Angounou | 400 m haies féminin | 55 s 69 (NR)                        | 29e                                 | 55 s 09 (NR)                | 5e                          | Éliminée     | Éliminée     | Éliminée | Éliminée |

### Judo
| Athlète               | Compétition   | 1er tour            | 2e tour             | Quart de finale     | Demi-finale         | Repêchage           | Finale / CB         | Rang |
| Athlète               | Compétition   | Adversaire Résultat | Adversaire Résultat | Adversaire Résultat | Adversaire Résultat | Adversaire Résultat | Adversaire Résultat | Rang |
| --------------------- | ------------- | ------------------- | ------------------- | ------------------- | ------------------- | ------------------- | ------------------- | ---- |
| Richelle Soppi Mbella | Plus de 78 kg | Sone Défaite 0-10   | Éliminée            | Éliminée            | Éliminée            | Éliminée            | Éliminée            | =17e |

### Natation
| Athlète          | Épreuve          | Séries       | Séries | Demi-finales | Demi-finales | Finale  | Finale  |
| Athlète          | Épreuve          | Temps        | Rang   | Temps        | Rang         | Temps   | Rang    |
| ---------------- | ---------------- | ------------ | ------ | ------------ | ------------ | ------- | ------- |
| Giorgio Nguichie | 100 m nage libre | 1 min 3 s 42 | 78e    | Éliminé      | Éliminé      | Éliminé | Éliminé |

| Athlète                | Épreuve         | Séries  | Séries | Demi-finales | Demi-finales | Finale   | Finale   |
| Athlète                | Épreuve         | Temps   | Rang   | Temps        | Rang         | Temps    | Rang     |
| ---------------------- | --------------- | ------- | ------ | ------------ | ------------ | -------- | -------- |
| Grace Manuela Nguelo'O | 50 m nage libre | 30 s 98 | 66e    | Éliminée     | Éliminée     | Éliminée | Éliminée |

### Tennis de table
| Athlète(s) (n° de tête de série) | Compétition  | Tour préliminaire            | 1er tour            | 2e tour             | 3e tour             | 4e tour             | Quart de finale     | Demi-finale         | Finale / MB         | Rang |
| Athlète(s) (n° de tête de série) | Compétition  | Adversaire(s) Score          | Adversaire(s) Score | Adversaire(s) Score | Adversaire(s) Score | Adversaire(s) Score | Adversaire(s) Score | Adversaire(s) Score | Adversaire(s) Score | Rang |
| -------------------------------- | ------------ | ---------------------------- | ------------------- | ------------------- | ------------------- | ------------------- | ------------------- | ------------------- | ------------------- | ---- |
| Sarah Hanffou (56)               | Simple dames | Chelsea Edghill Victoire 4-1 | Non disputé         | Cheng Défaite 0-4   | Éliminée            | Éliminée            | Éliminée            | Éliminée            | Éliminée            | =33e |